# Pellegrino Tibaldi
Pour les articles homonymes, voir Tibaldi.
Pellegrino Tibaldi ou Pellegrino di Tibaldo de Pellegrini dit il Pellegrini (Puria di Valsolda, 1527  - Milan, 1596) est un peintre italien de la Renaissance et un architecte appartenant à l'école lombarde.

## Biographie
Fils d'un tailleur de pierre, Pellegrino Tibaldi se forme à Bologne. Il étudie la peinture à l'école de Bartolommeo Ramenghi, dit il Bagnacavallo, et l'architecture dans l'ambiance novatrice des ateliers de Giulio Romano et Sebastiano Serlio.
De 1547 à 1549, un séjour à Rome le met au contact des créations de Michel-Ange et de quelques peintres maniéristes, dont Perin del Vaga. Leur influence marque ses premières œuvres, tel l'appartement de Paul III à Castel Sant'Angelo.
Entre 1554 et 1556, il réalise à Bologne de nombreuses commandes pour le cardinal Luigi Poggi : fresques de l'Histoire d'Ulysse au palais Poggi ; scènes de la Vie de saint Jean-Baptiste à l'église Saint-Jacques-le-Majeur, dans la chapelle des Poggi. À Rome, il peint les scènes de la Vie de Moïse au palais  Sacchetti.
De 1558 à 1561, il orne de fresques la loggia dei Mercanti et le palais Ferretti à Ancône.
En 1561, le cardinal Carlo Borromeo l'invite à Milan. Il y prend une part active à la reconstruction de la cathédrale mais œuvre aussi à d'autres projets, architecturaux (palais Spinola ; palais Erba-Odescalchi ; palais de Prospero Visconti) comme décoratifs (cour du palais archiépiscopal, 1564-1570 ; église Saint-Fidèle, 1569-1579 ; église Saint-Sébastien (en), 1577).
Il travaille aussi à Pavie. En 1561, Charles Borromée lui confie  la construction de l'Almo Collegio Borromeo. Le pape Pie V lui commande celle du Collège Ghislieri en 1567.
En 1586, il suit  Federico Zuccari en Espagne puis le remplace comme premier peintre de la cour. Sur demande du roi Philippe II, il travaille à l'Escurial de 1588 à 1595, ornant de fresques les cloîtres inférieurs et la voûte de la bibliothèque. 
Neuf ans plus tard, il rentre en Italie. Il est successivement ingénieur militaire à Ancône et à Ravenne puis architecte du dôme de Milan, charge qu'il occupe jusqu'à sa mort.

## Œuvres
Liste non exhaustive :
- Adoration des bergers (1548), huile sur toile, galerie Borghèse, Rome
- Saint Michel (vers 1549), fresque, Castel Sant'Angelo, Rome
- Sainte Famille (1550-1552), huile sur bois, musée Capodimonte, Naples
- Fresques (1551-1553), église Saint-Jacques-le-Majeur, Bologne :
  - Conception de Jean-Baptiste
  - Le Christ parlant à la foule
  - Baptême du Christ
- Histoire d'Ulysse (1554-1556), fresques, palais Boggi, Bologne
- Incrédulité de saint Thomas (1565), gravure, Pinacothèque Ambrosienne, Milan
- Allégorie du Silence (1569), peinture murale, Museo Civico, Bologne
- Fresques, Escurial :
  - cloître (vers 1586) :
    - Vie de la Vierge
    - Passion du Christ
    - Saint Michel
    - Martyre de saint Laurent

  - bibliothèque (1588-1595) :
    - Les sept arts libéraux
- Ecce Homo (1589), Escurial
- Mariage mystique de Sainte Catherine, Pinacothèque nationale de Bologne
- Baptême du  Christ, Ancône
- Retable, église Saint-Augustin, Ancône
- Décollation de saint Jean Baptiste, pinacothèque de Brera, Milan
- Sainte Famille et saint Jean Baptiste, musée d'art d'Indianapolis
- Incrédulité de saint Thomas (recto) et Étude pour saint Thomas (verso), dessin, Getty Museum, Los Angeles
- Vierge à l'Enfant, collection privée
- Sainte Famille et sainte Élisabeth, localisation inconnue

## Galerie d'images

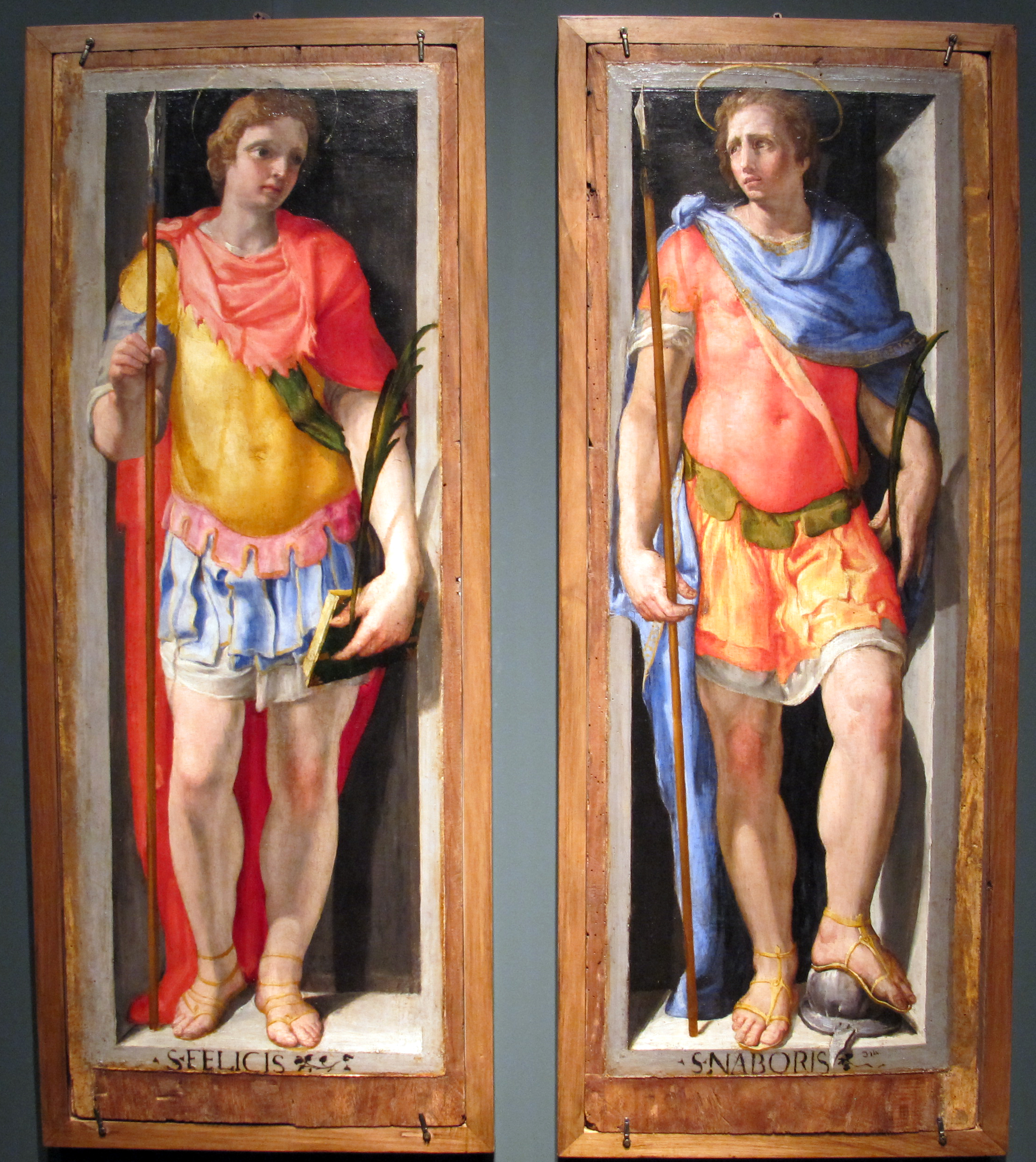
Saints Nabor et Félix de Lodi. Collection particulière.
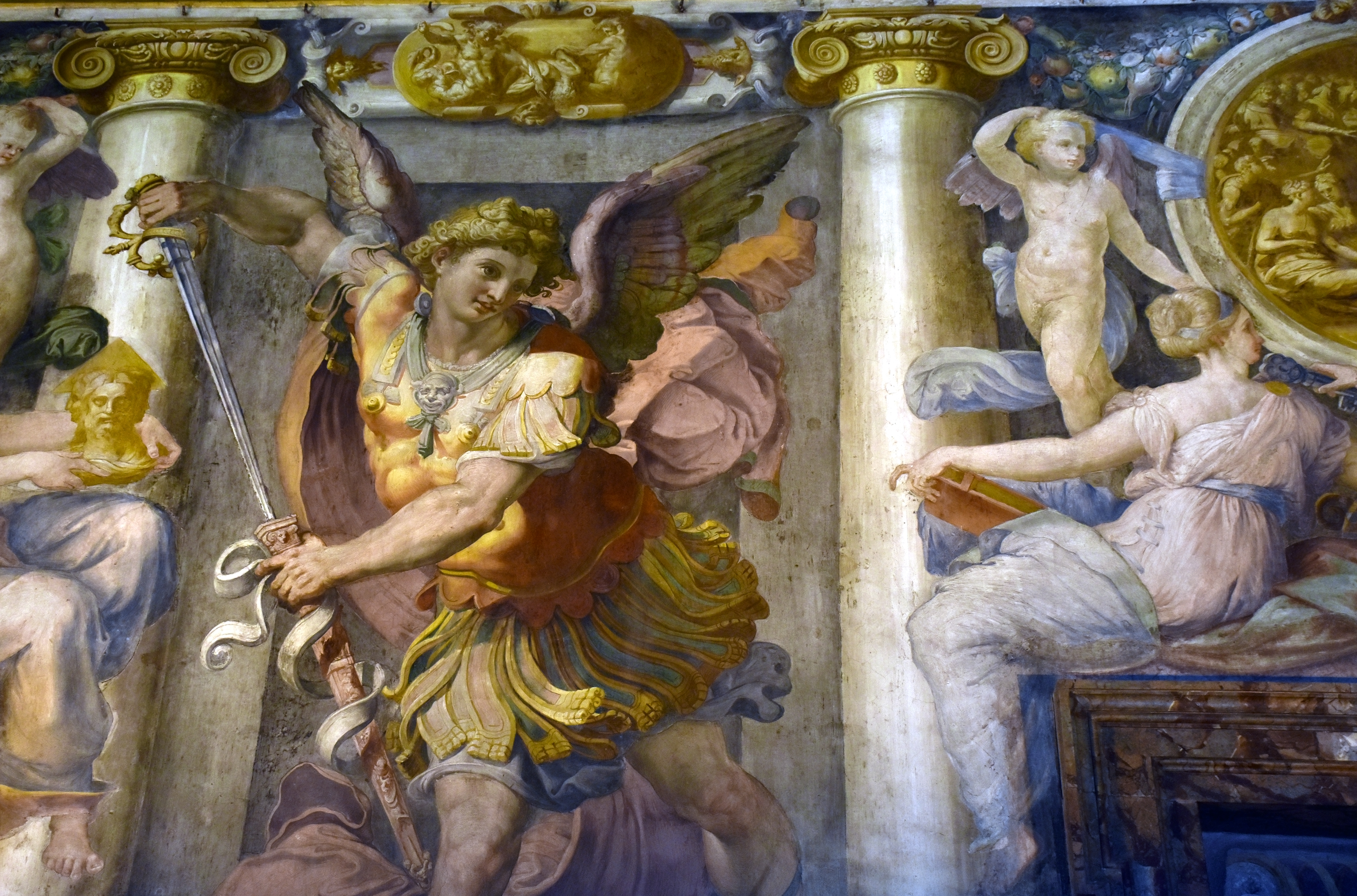
Saint Michel. Castel Sant'Angelo (1547-1549).
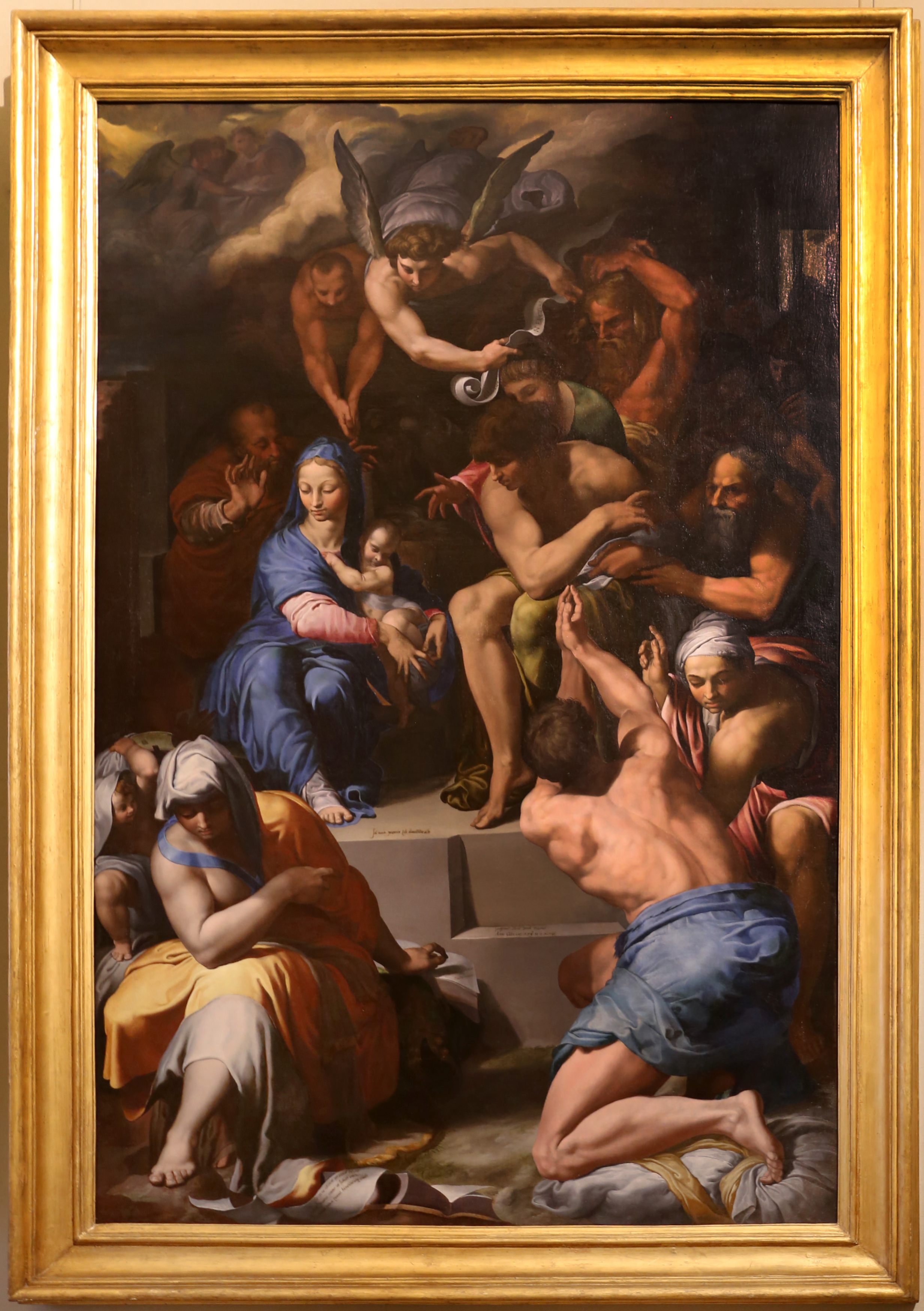
Adoration des bergers. Galerie Borghèse, Rome (1548).
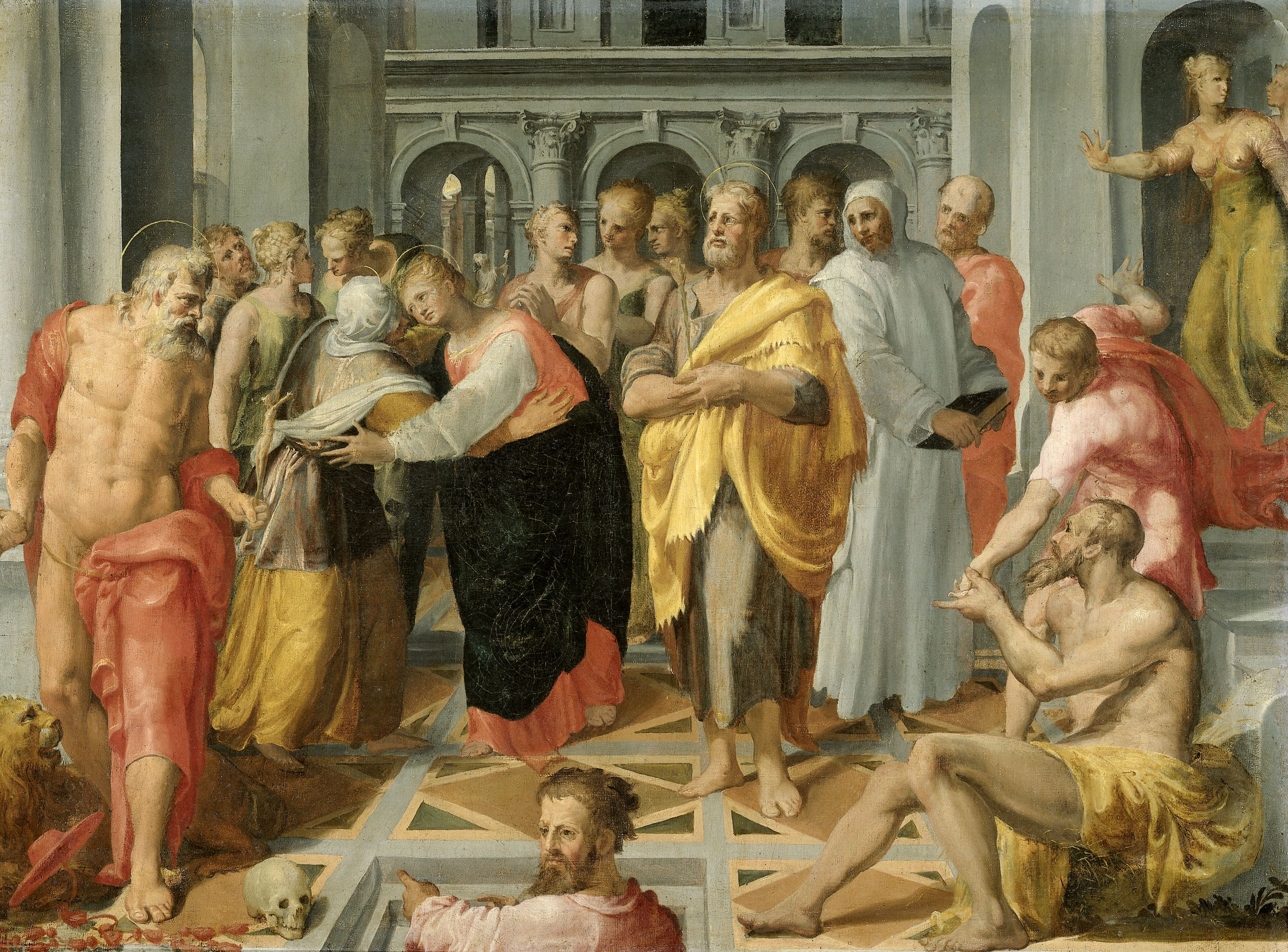
Visitation. Rijksmuseum Amsterdam (1550-1600).
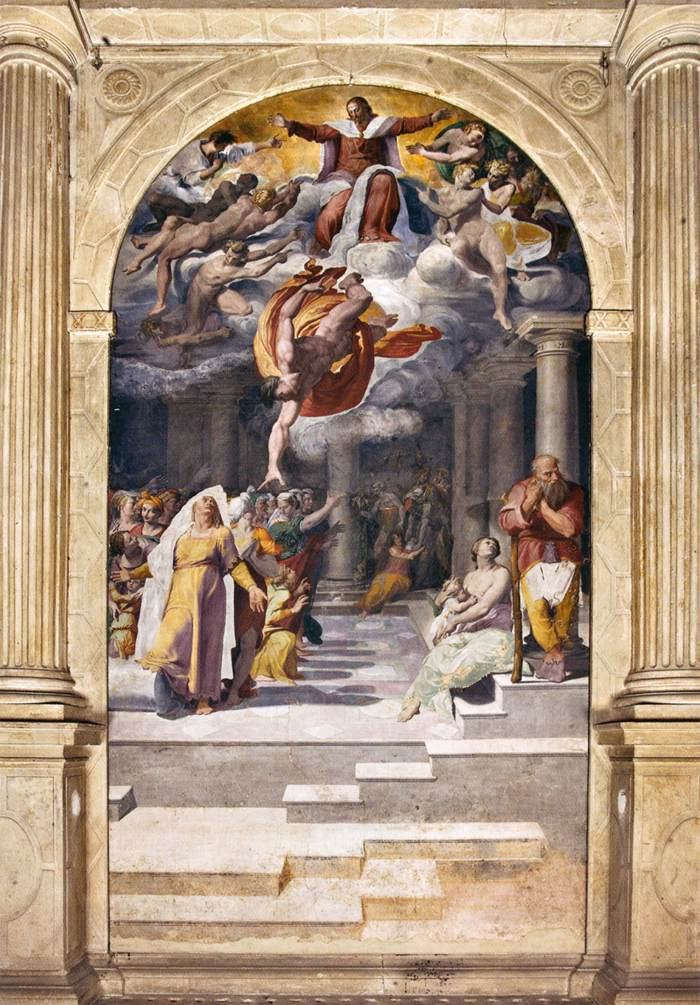
Annonciation de la naissance de Jean-Baptiste. Église Saint-Jacques-le-Majeur, Bologne (1551-1553).
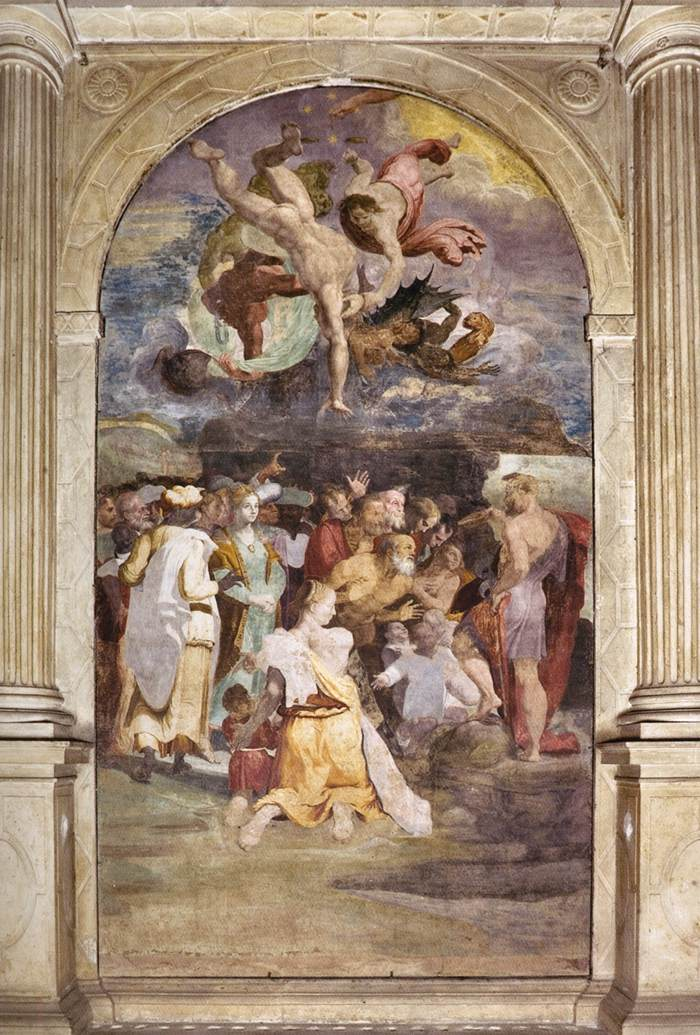
Sermon de Jean-Baptiste. Église Saint-Jacques-le-Majeur, Bologne (1551-1553).
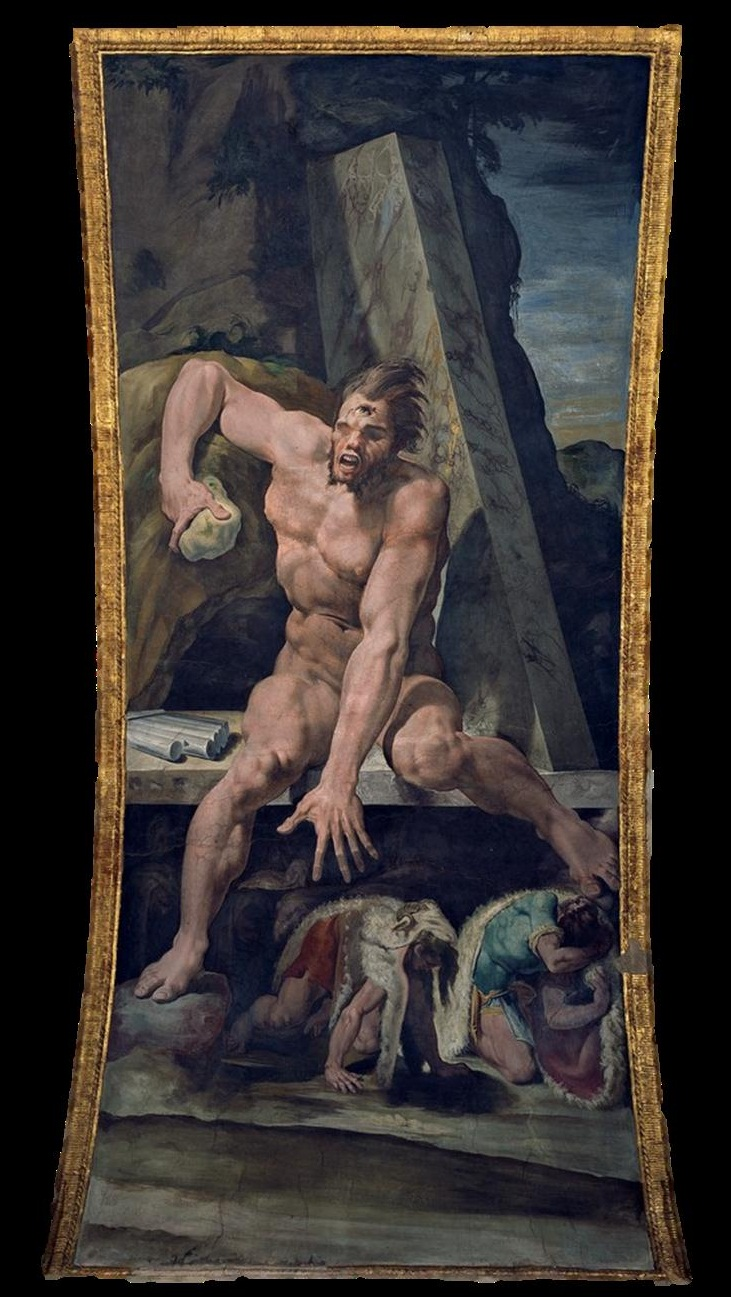
Histoire d'Ulysse. Palais Poggi, Bologne (1554-1556).
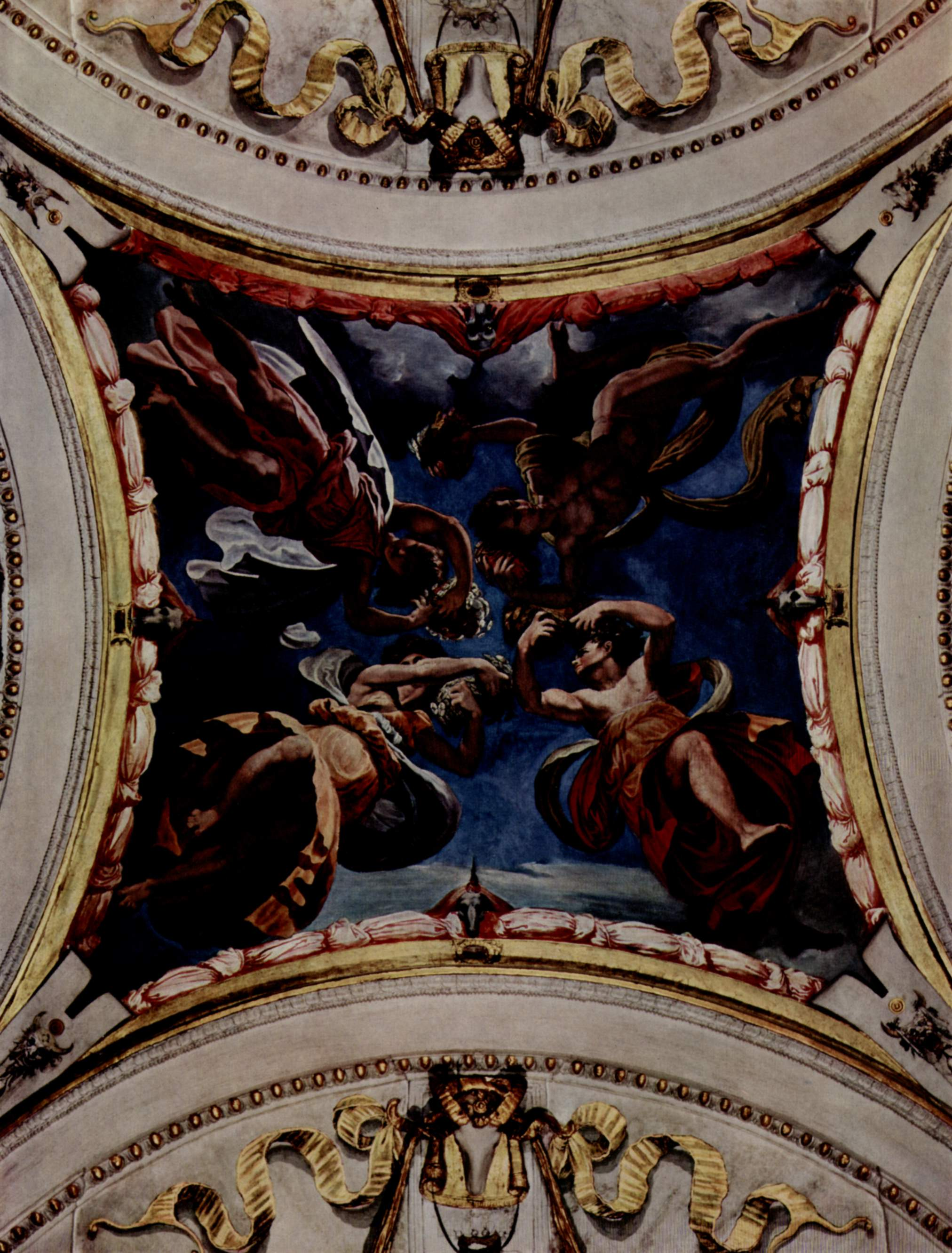
Histoire d'Ulysse. Palais Poggi, Bologne (1554-1556).
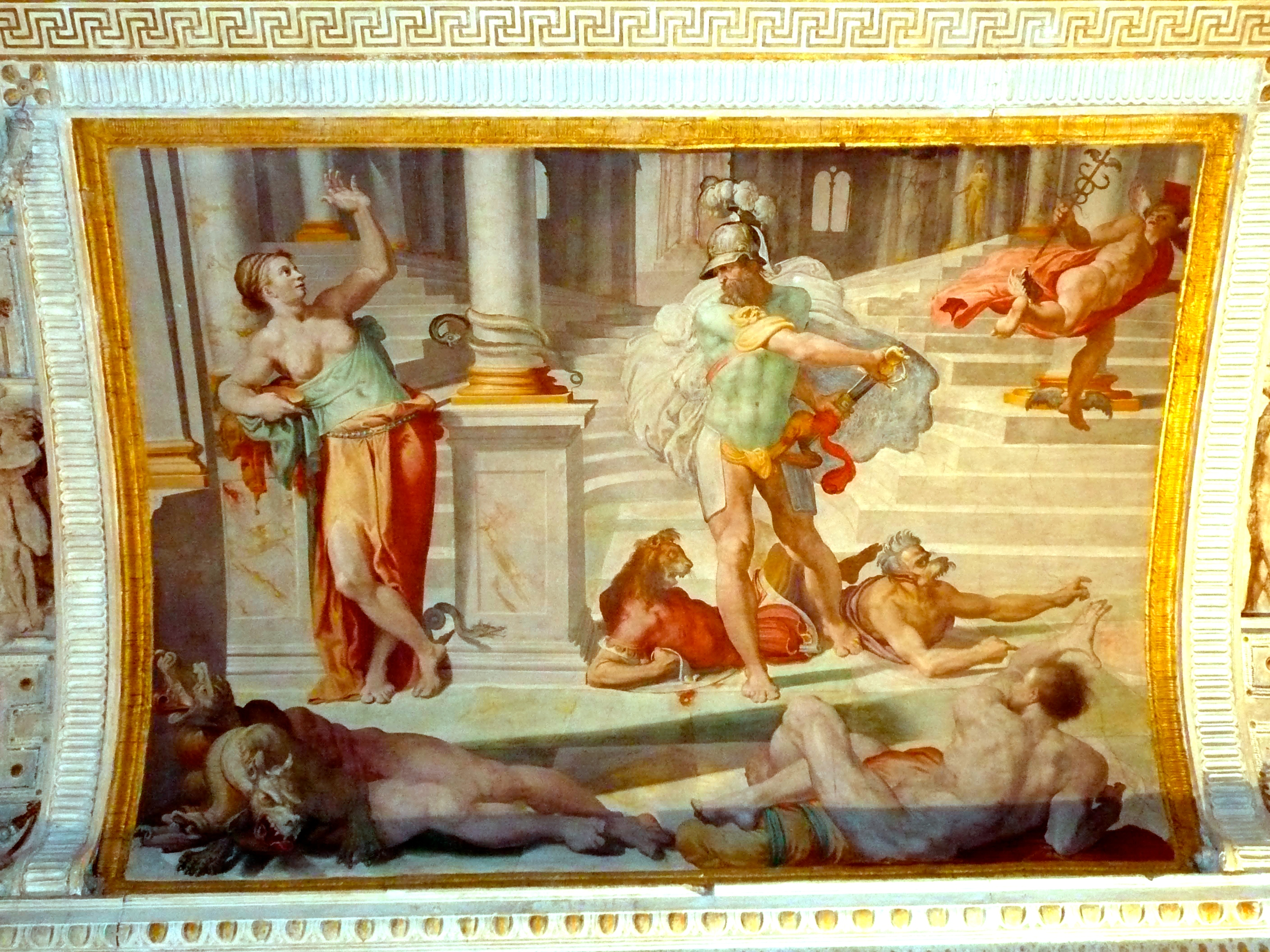
Histoire d'Ulysse. Palais Poggi, Bologne (1554-1556).
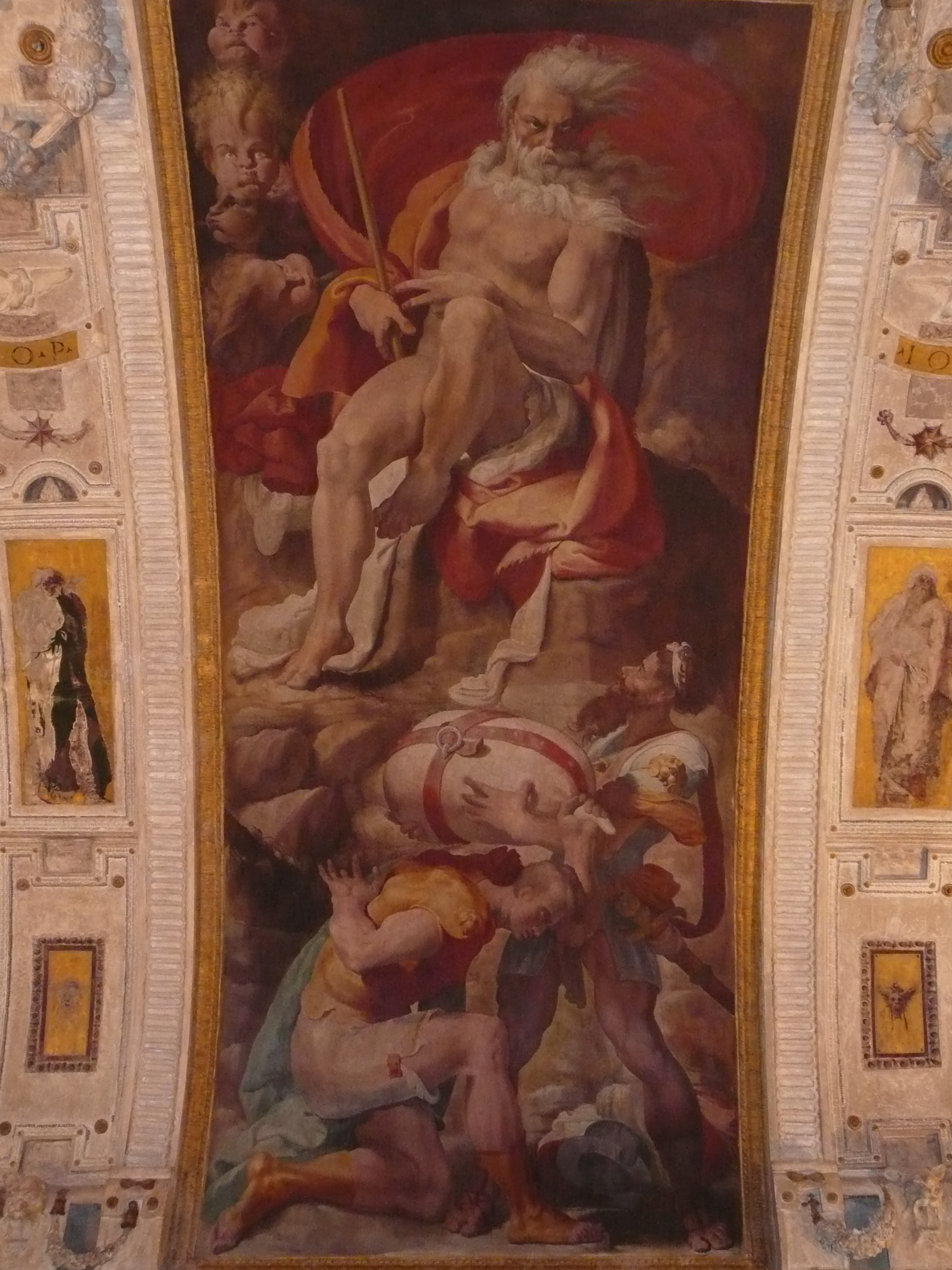
Histoire d'Ulysse. Palais Poggi, Bologne (1554-1556).
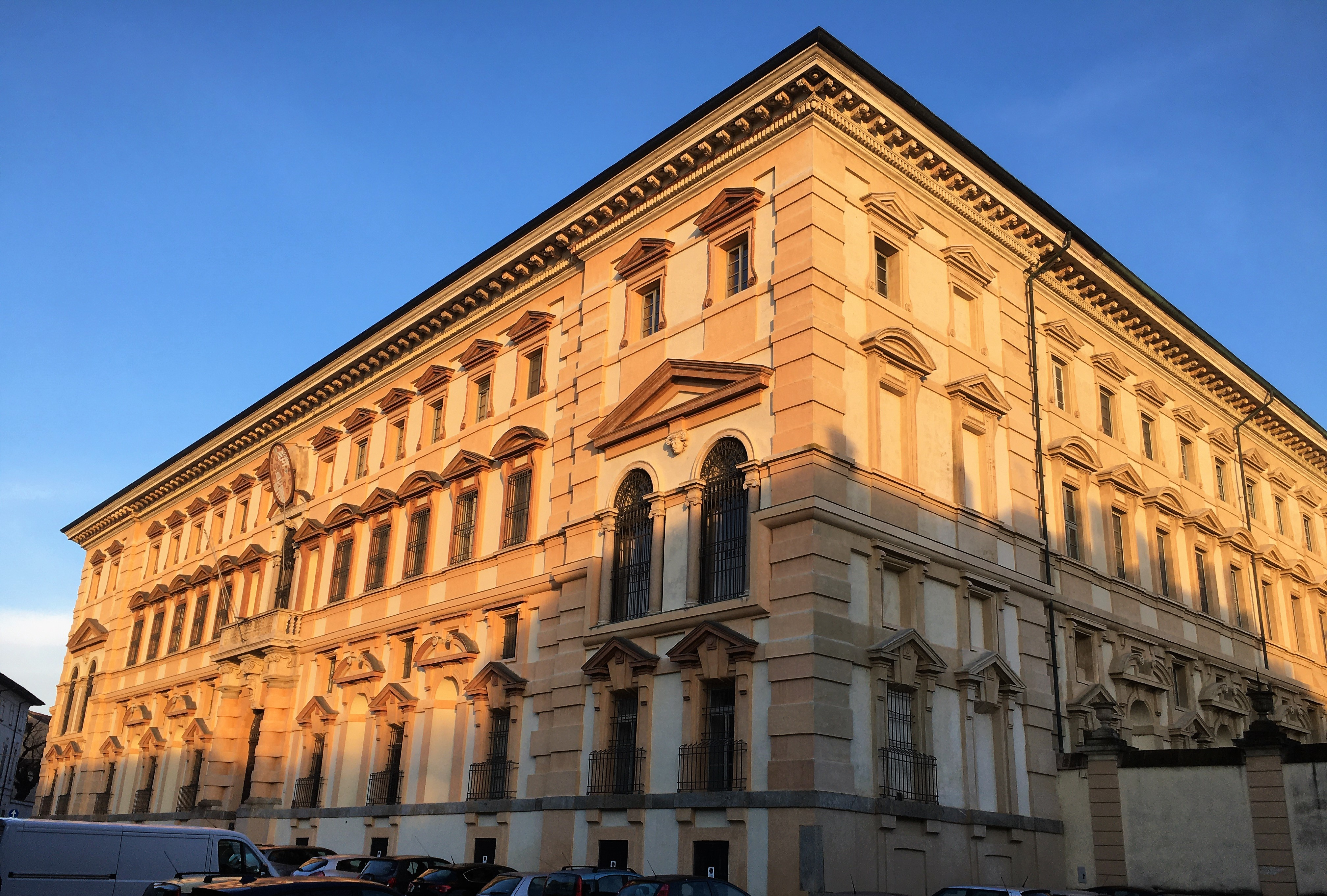
Almo Collegio Borromeo, Pavie (1561).
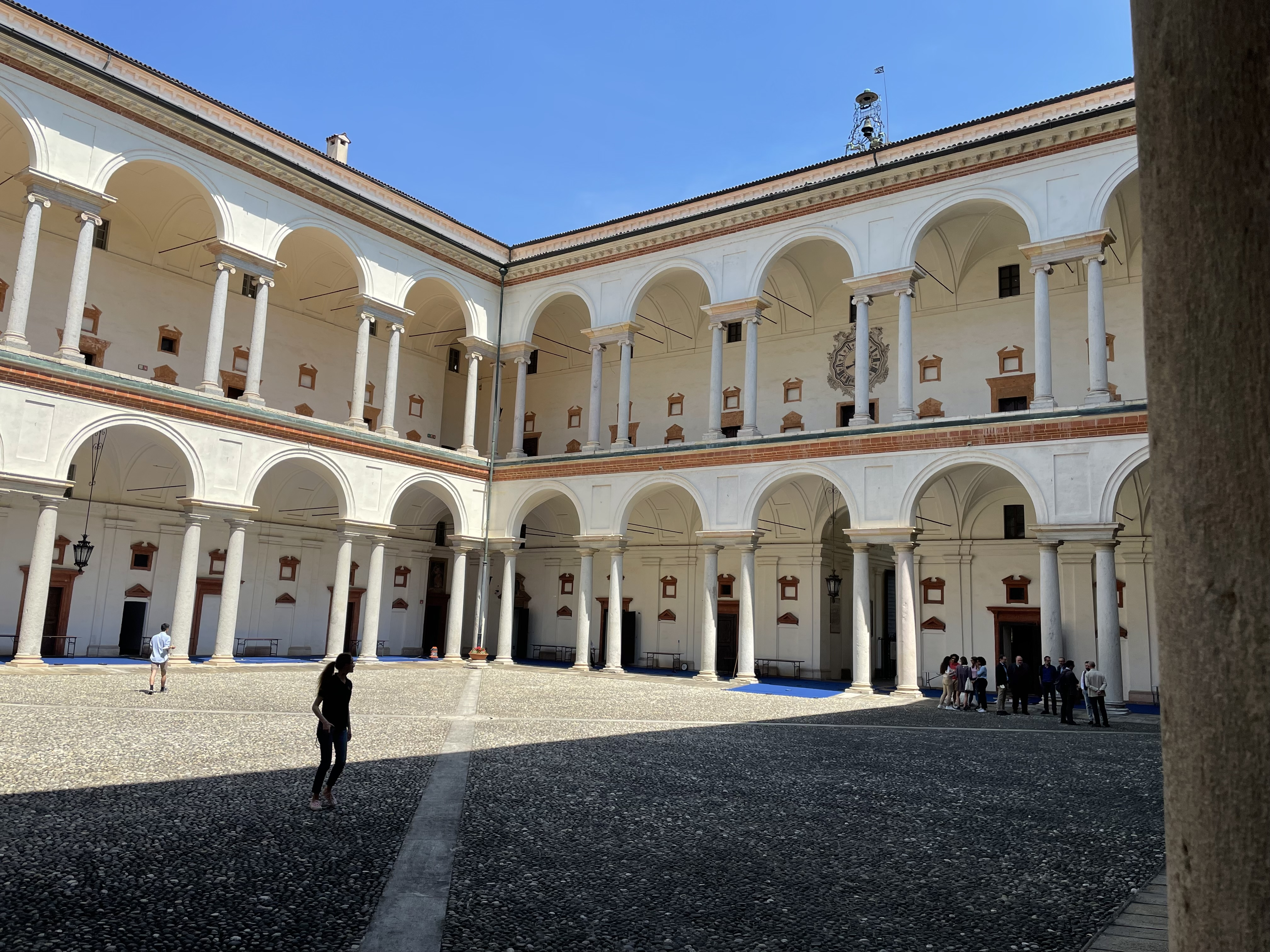
Almo Collegio Borromeo, Pavie (1561).
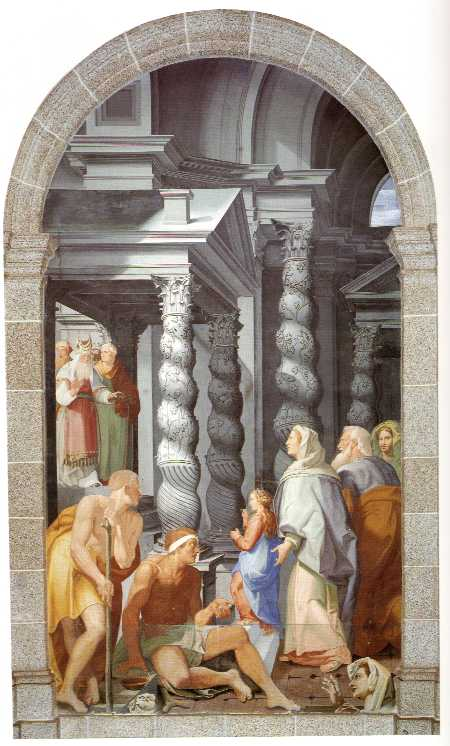
Présentation de la Vierge au Temple. Cloître de l'Escurial (vers 1586).
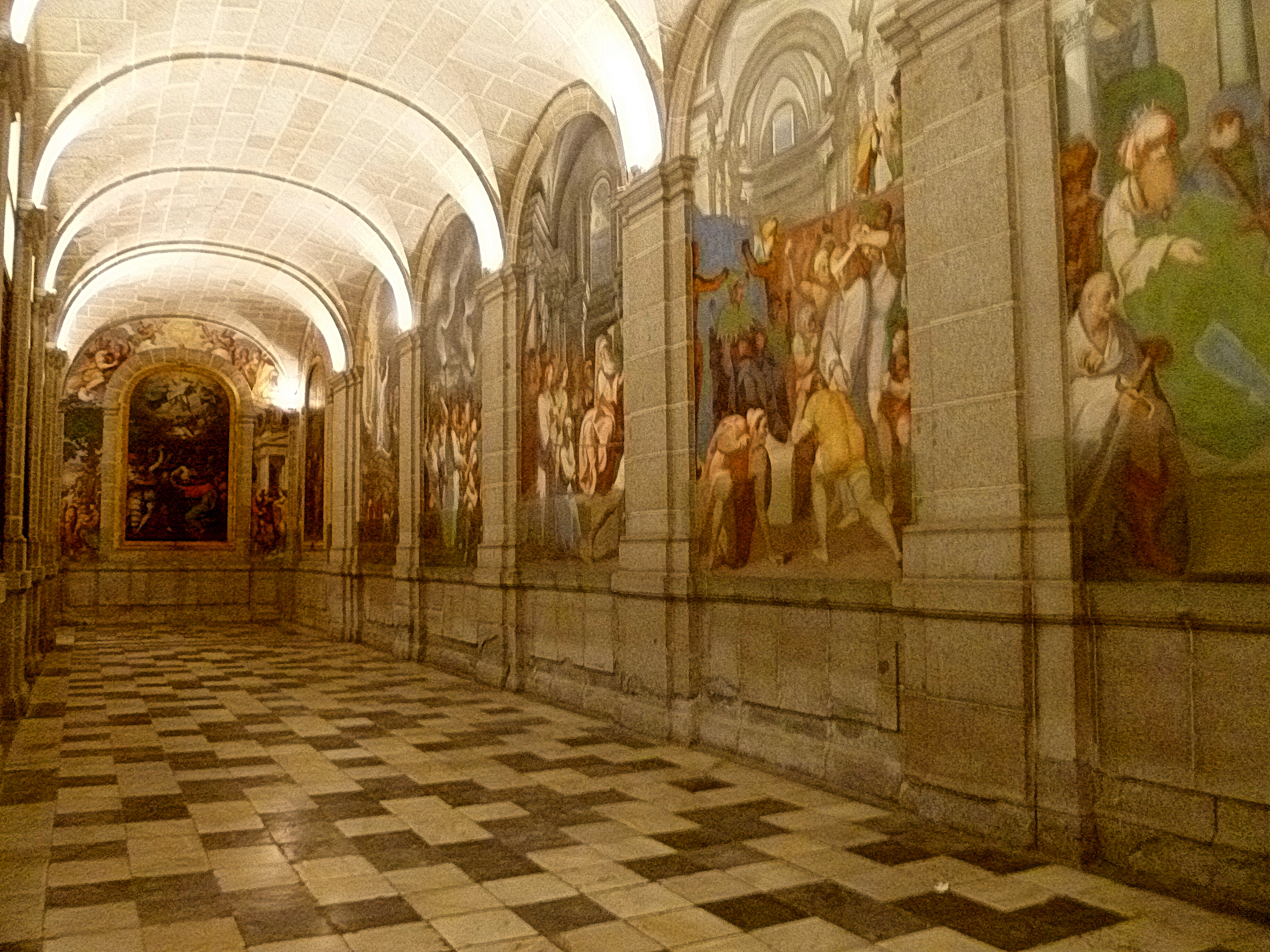
Cloître de l'Escurial (vers 1586).
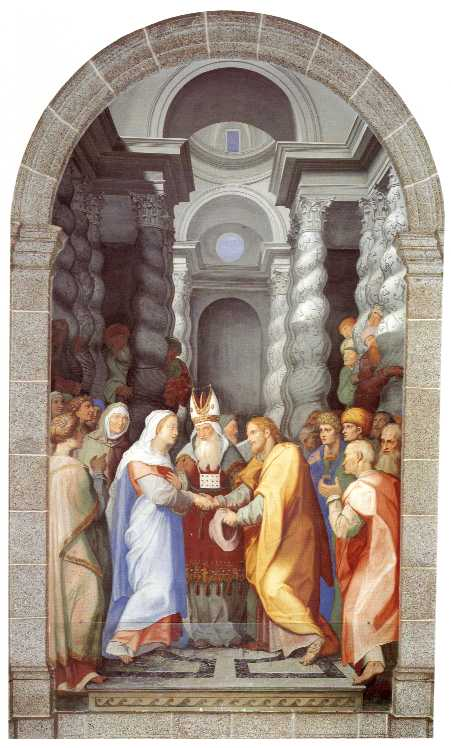
Mariage de la Vierge. Cloître de l'Escurial (vers 1586).
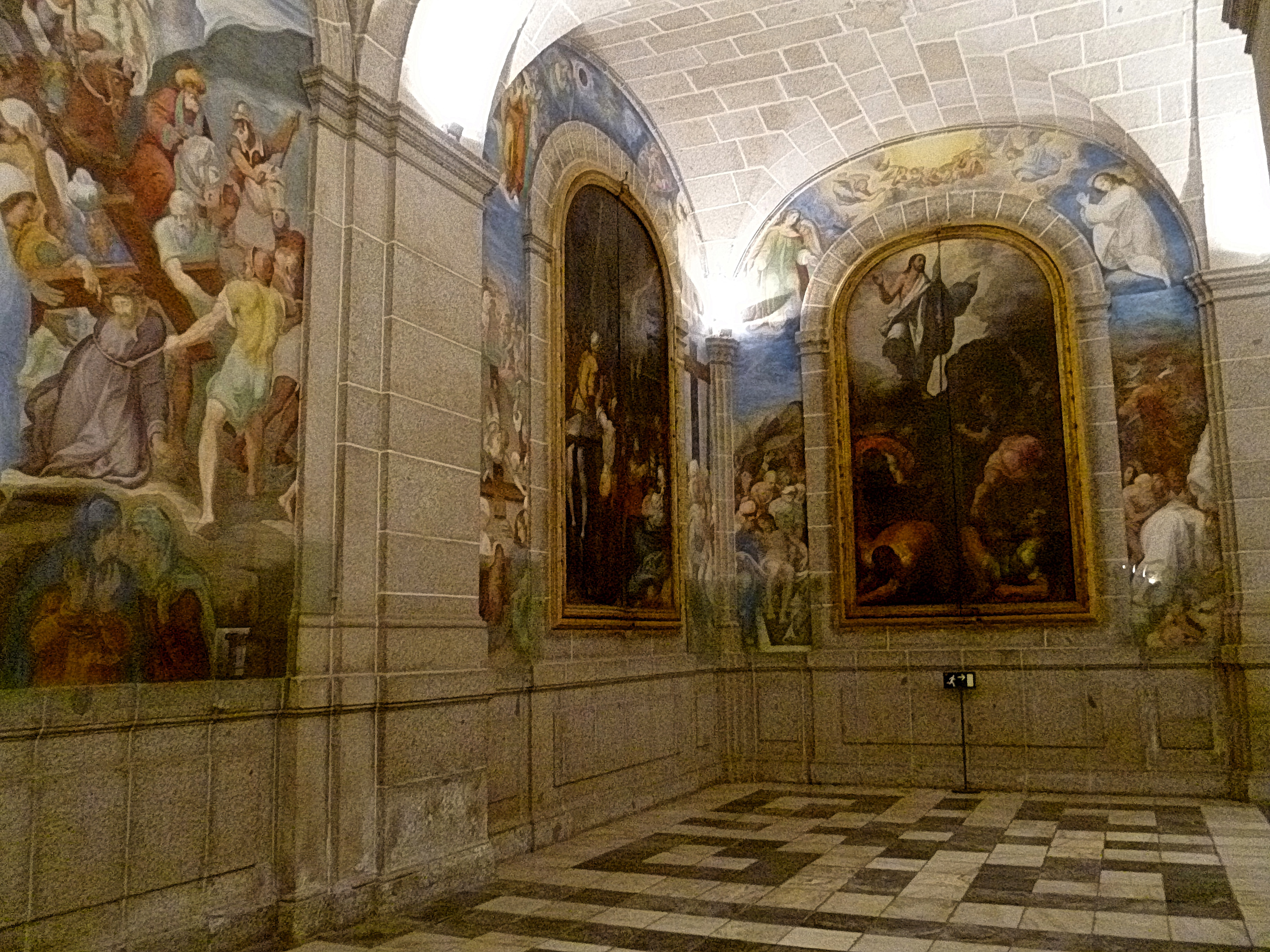
Cloître de l'Escurial (vers 1586).
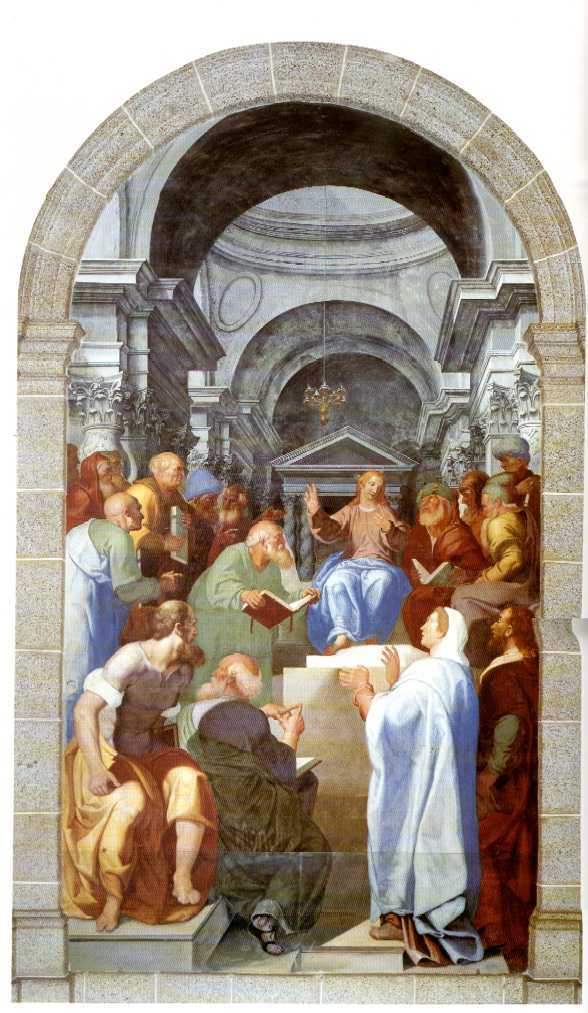
Jésus parmi les docteurs. Cloître de l'Escurial (vers 1586).
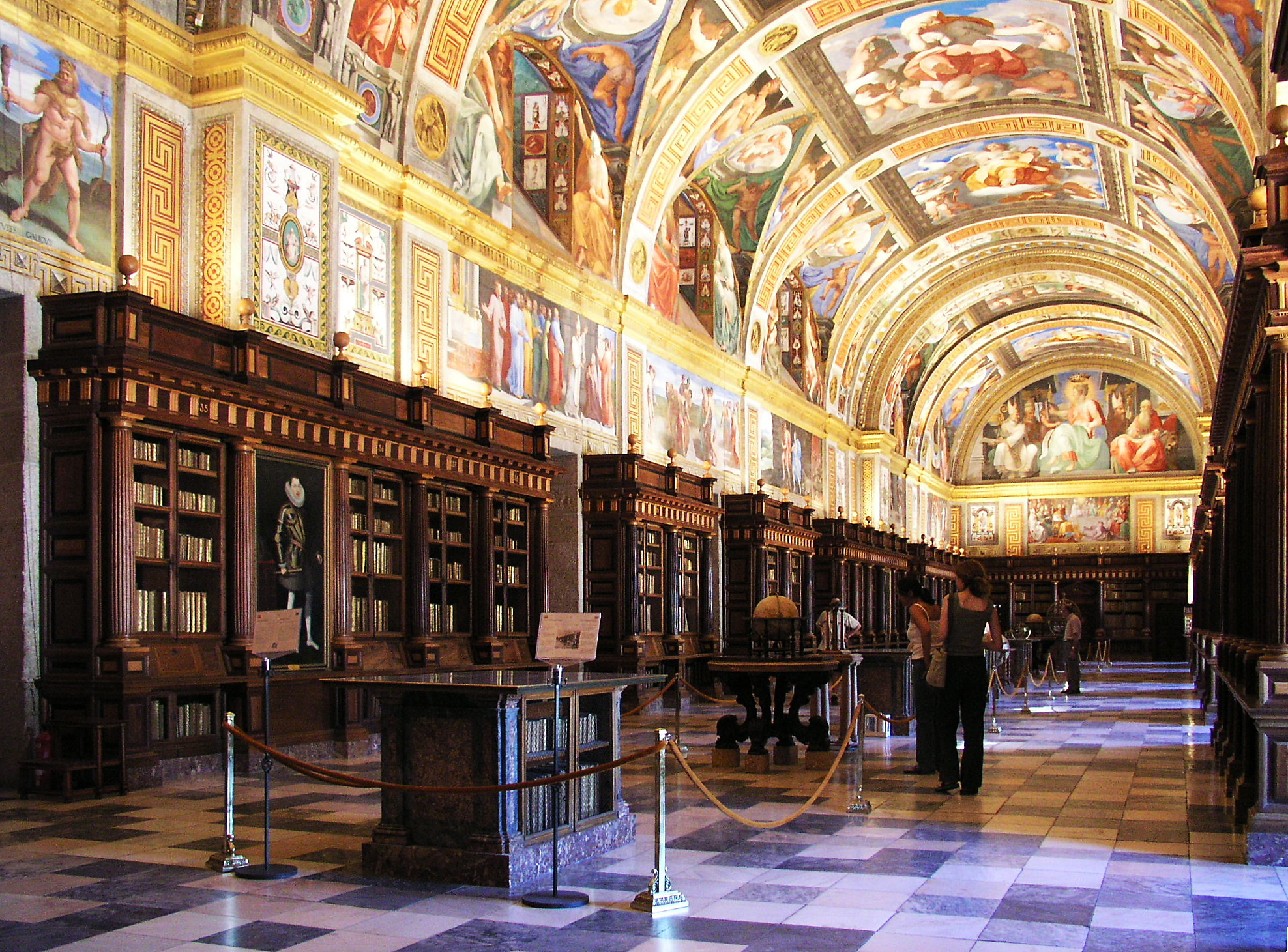
Bibliothèque de l'Escurial (1588-1595).
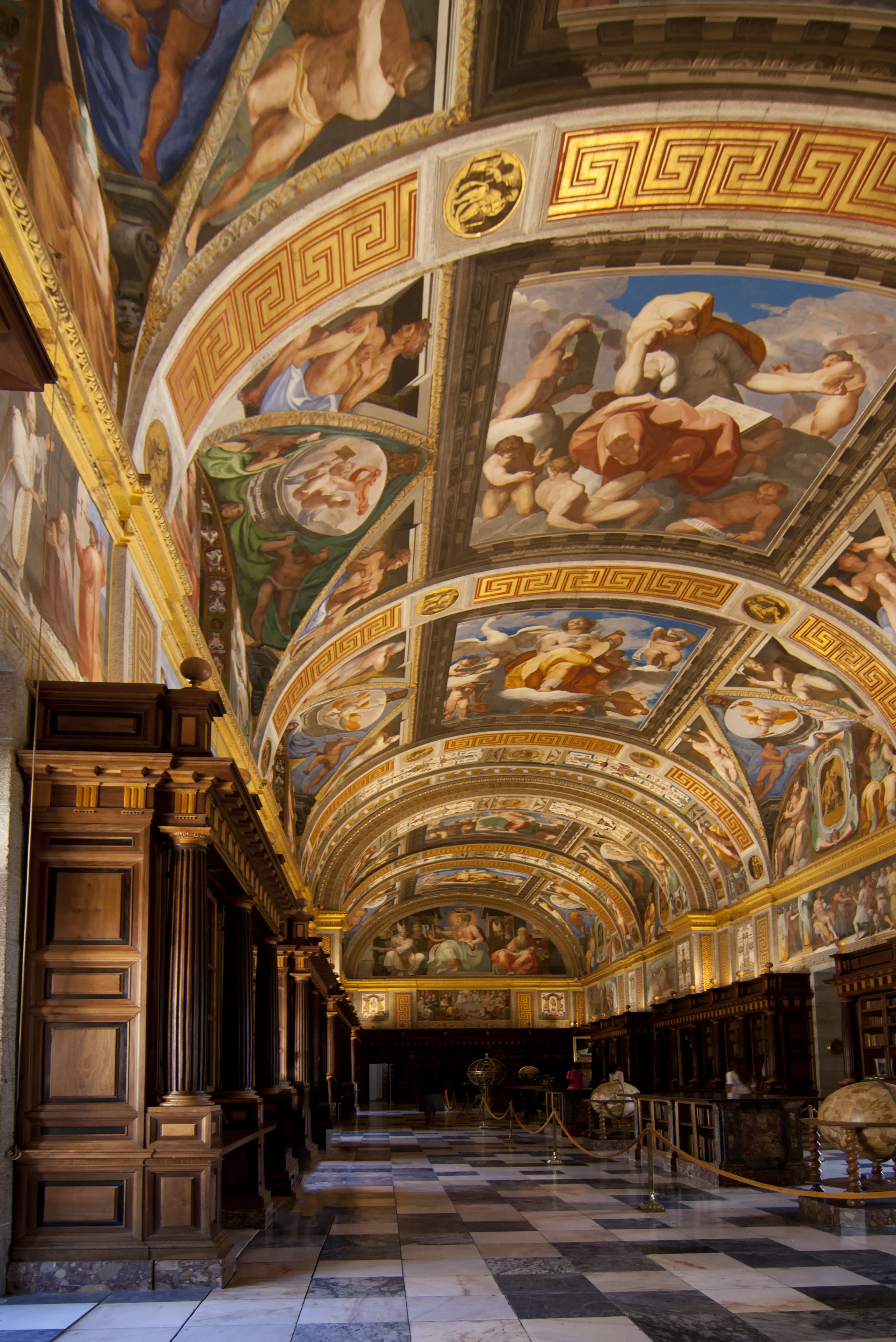
Bibliothèque de l'Escurial (1588-1595).
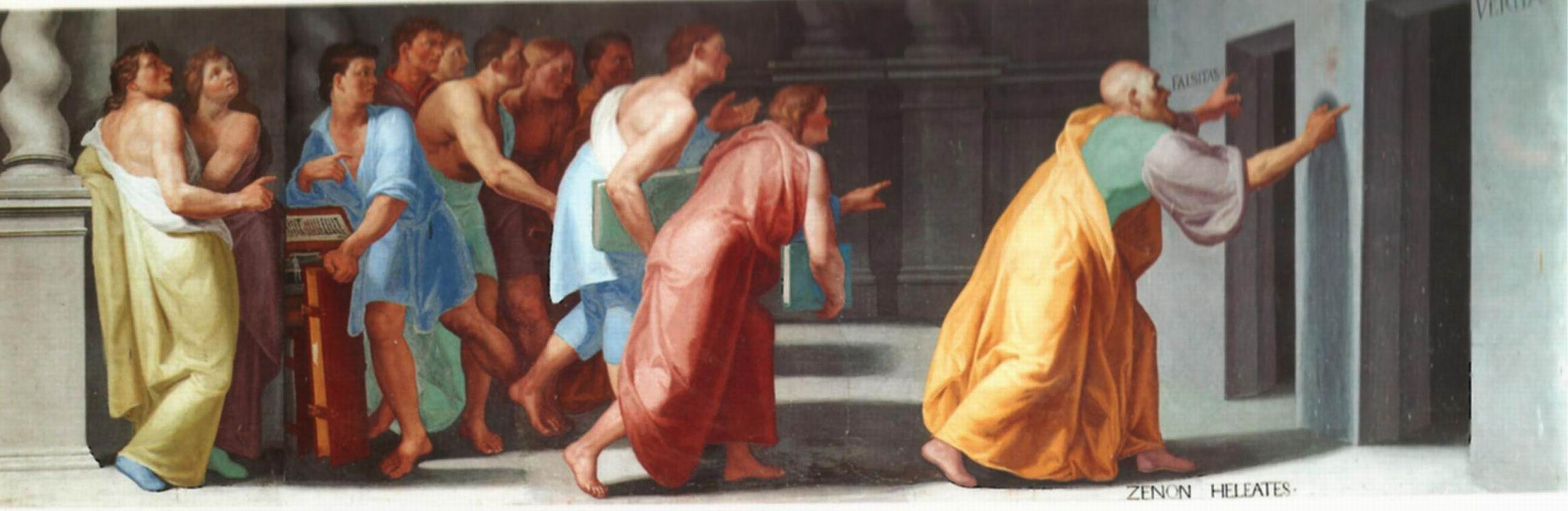
Zénon d'Élée. Bibliothèque de l'Escurial (1588-1595).
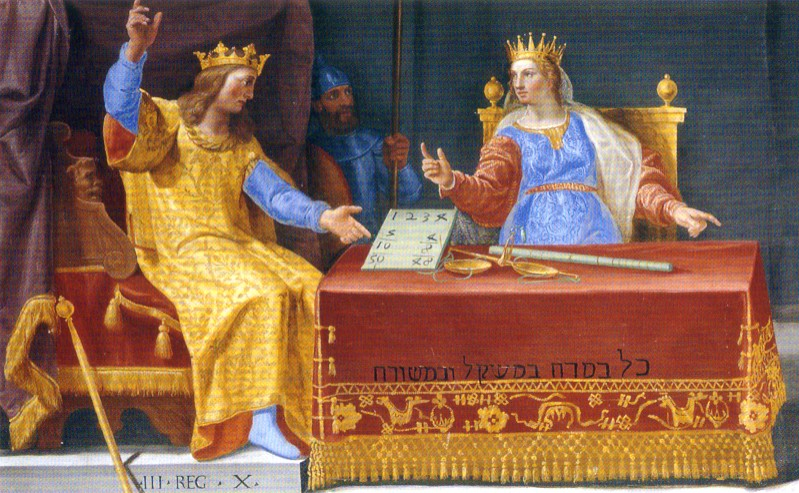
Salomon et la reine de Saba. Bibliothèque de l'Escurial (1588-1595).
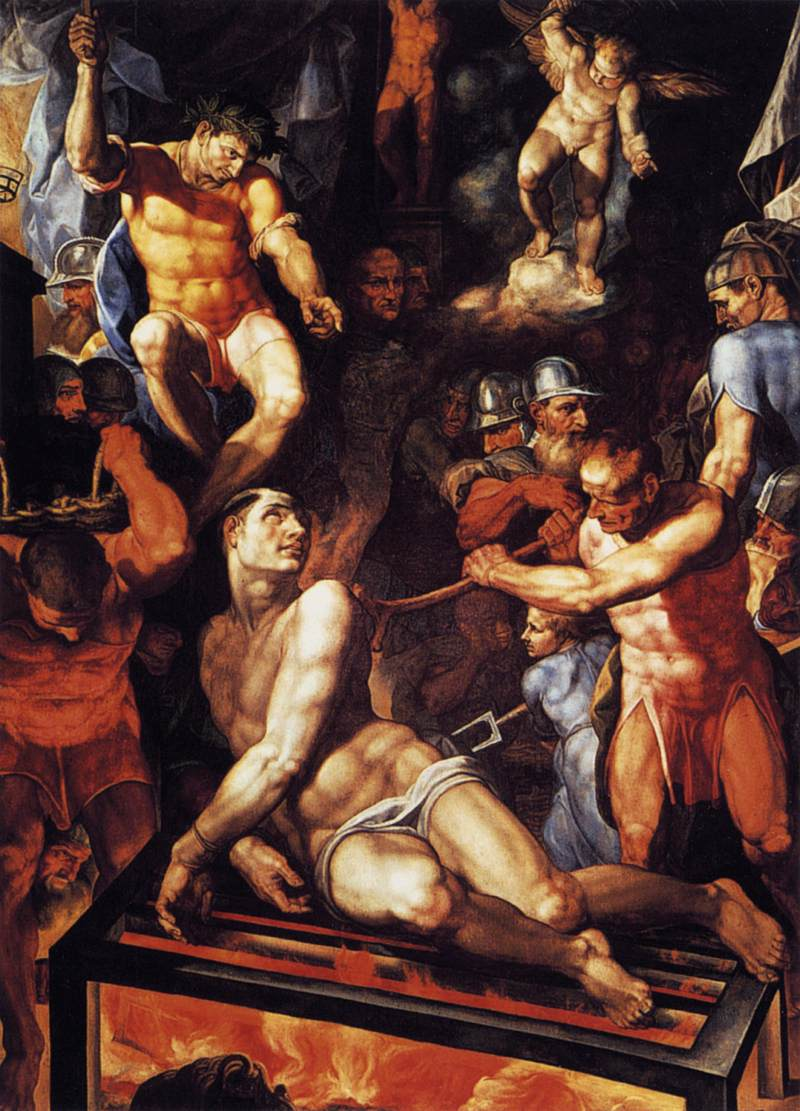
Martyre de saint Laurent. Escurial (1592).
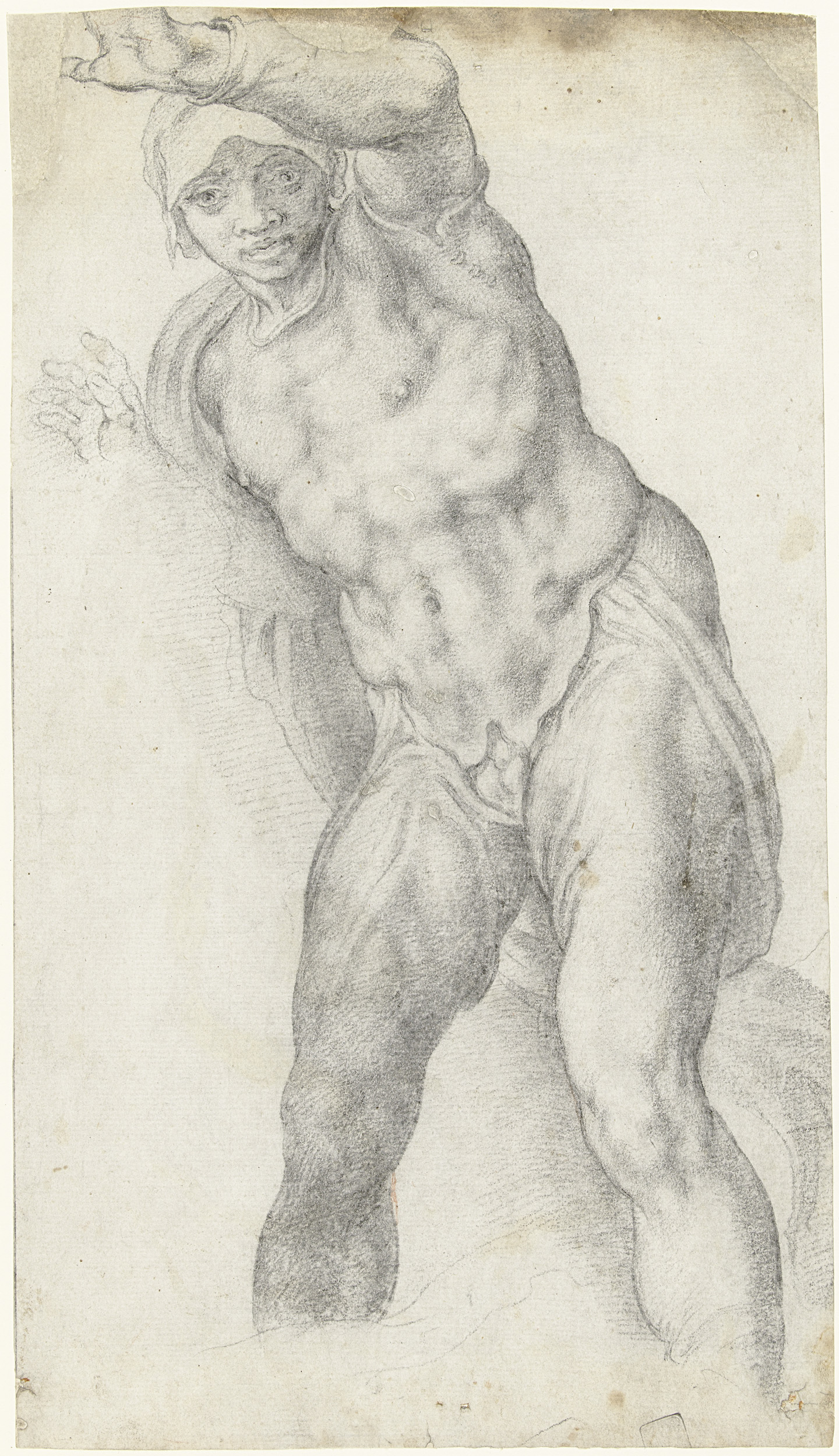
Soldat d'après Michel-Ange. Rijksmuseum Amsterdam.
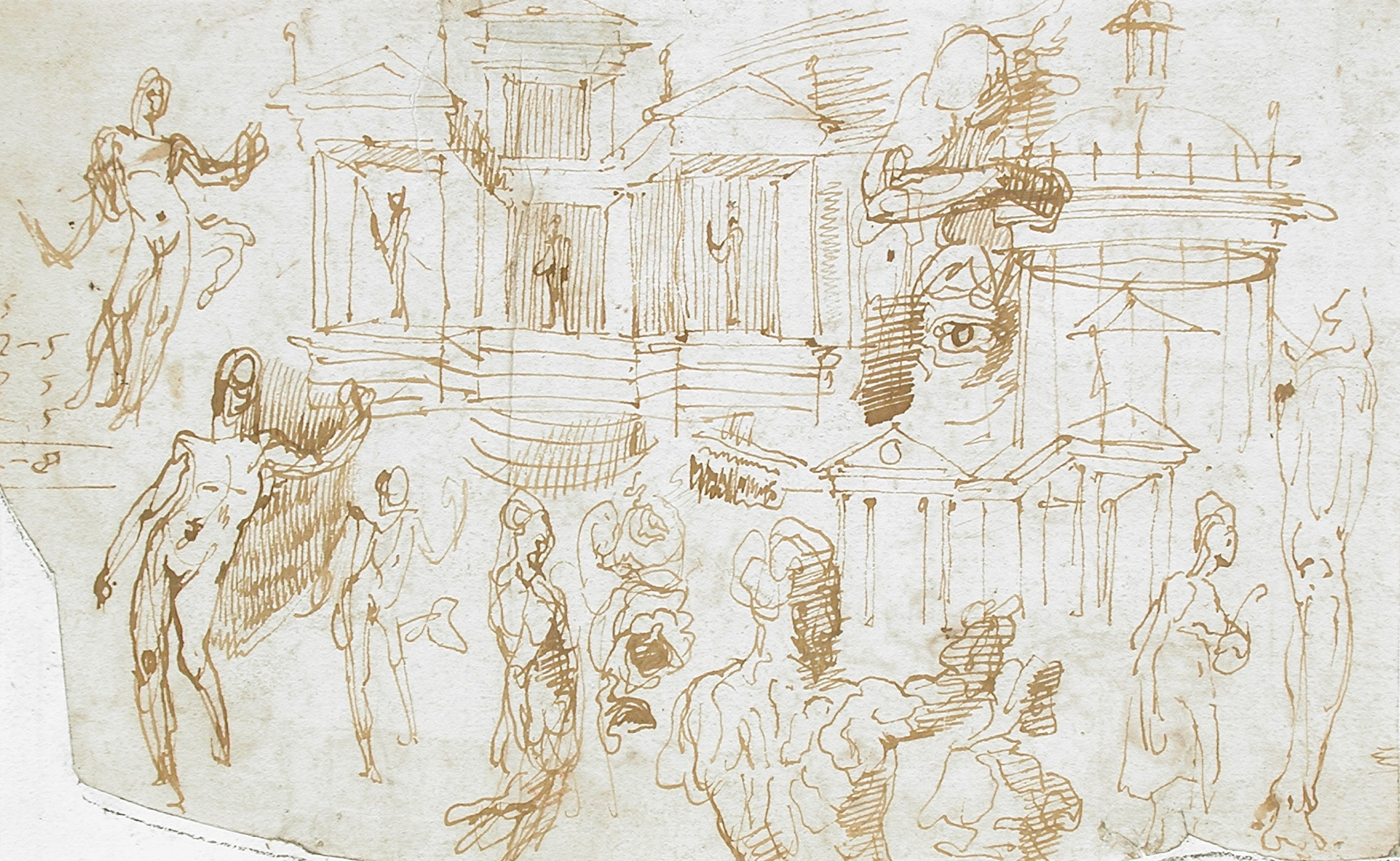
Études ornementales et architecturales.
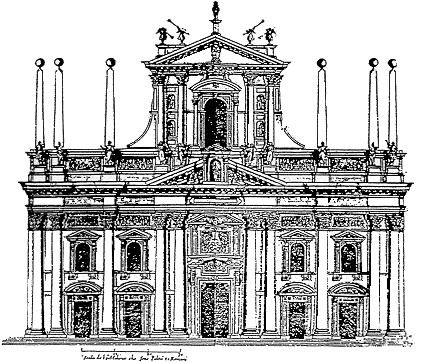
Projet du Dôme de Milan.
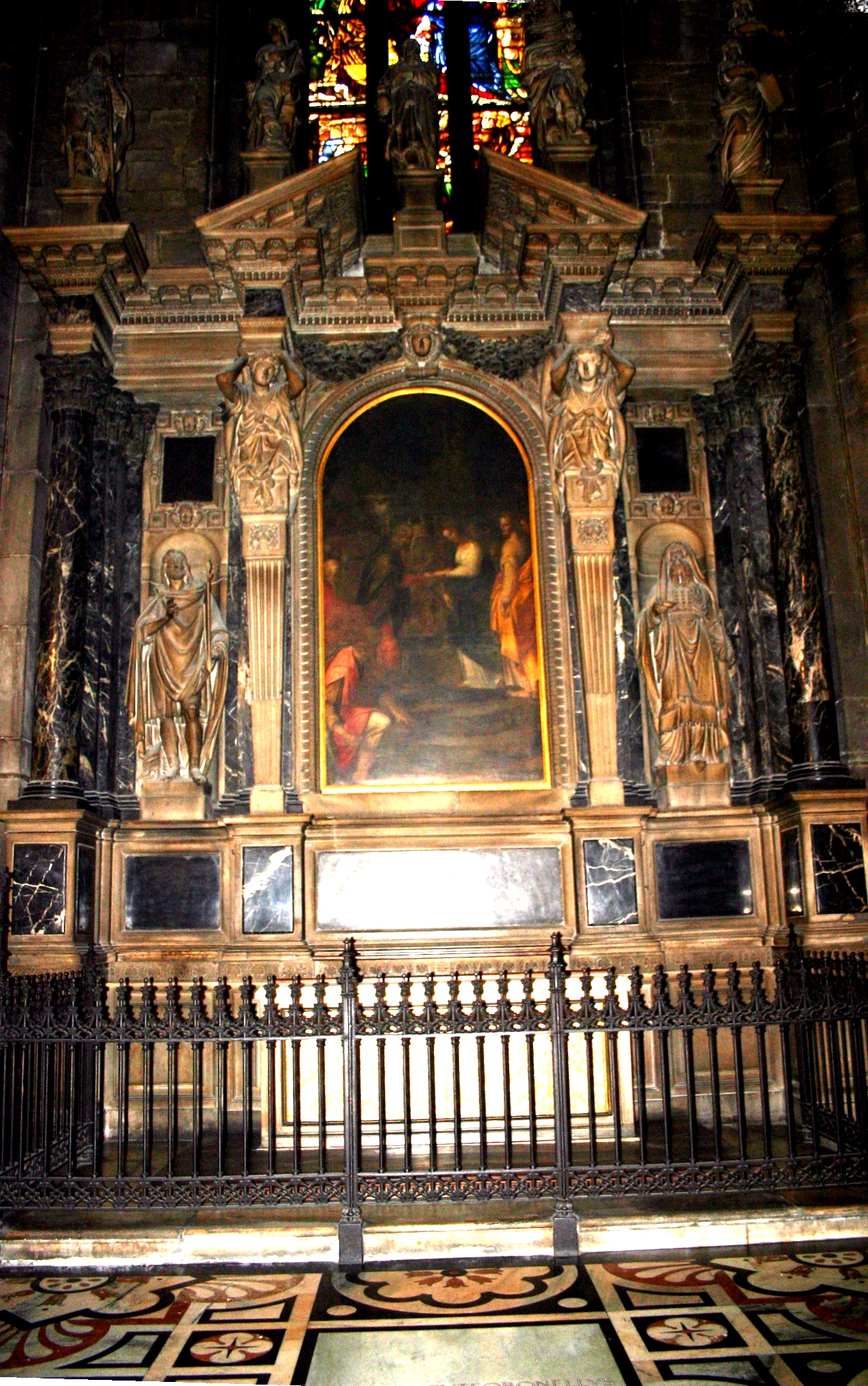
Autel de Saint Joseph. Dôme de Milan.
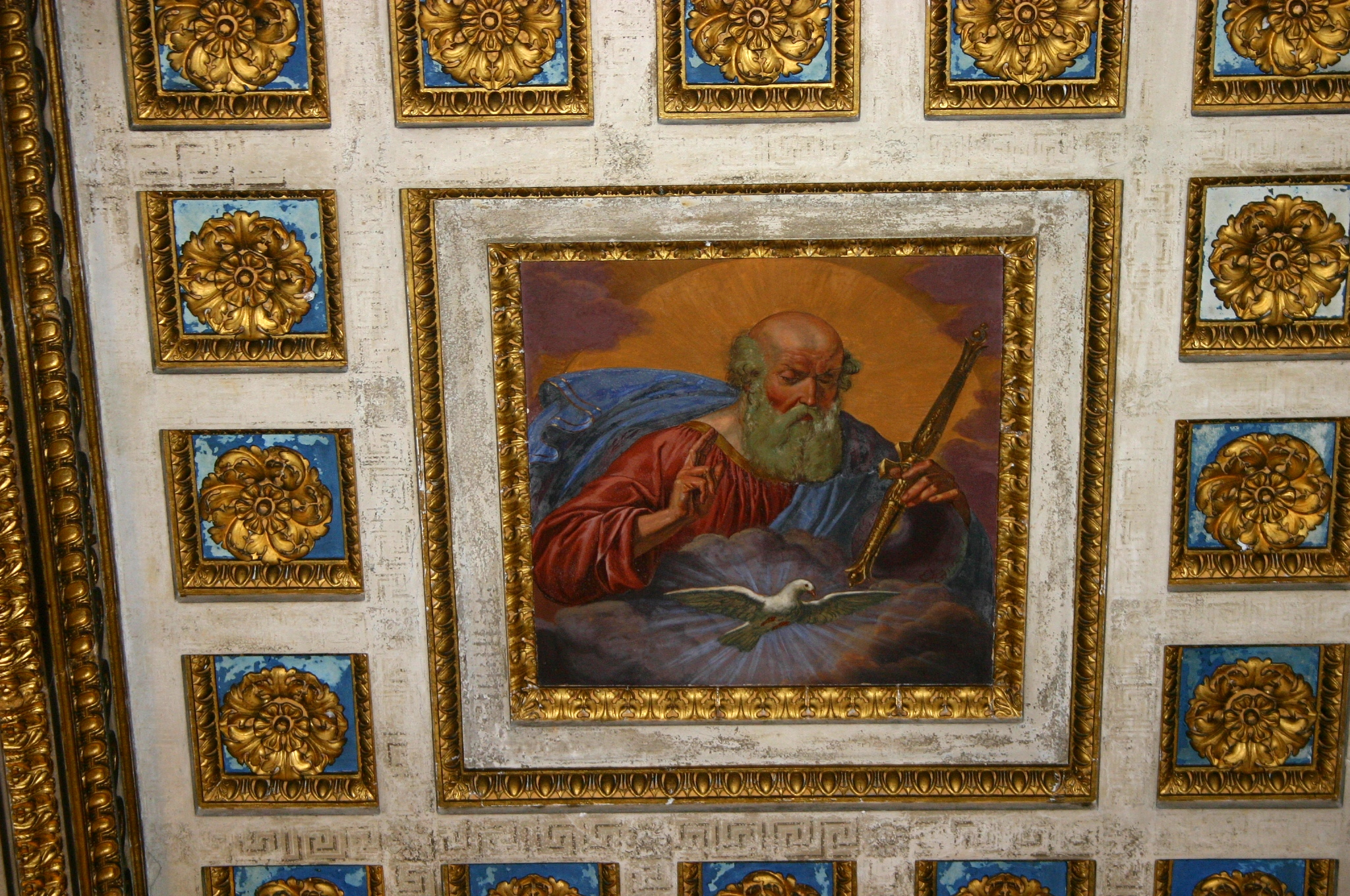
Dieu le Père et le Saint-Esprit. Baptistère du Dôme de Milan.